# Младший судостроитель
Младший судостроитель
Младший судостроитель — должностное звание на русском императорском флоте, соответствовало 7-му классу Табели о рангах.

## История
Звание было введено в 1886 году Указом императора Александра III при реорганизации Корпуса корабельных инженеров. В соответствии с Положением о корабельных инженерах и инженер-механиках флота звание младшего судостроителя было введено взамен звания подполковника, в него переаттестовывались не только подполковники, но и капитаны.
К категории младший судостроитель относились 23 должности:
Старший производитель работ в чертёжной Морского технического комитета
Старшие производители учёта Морского технического комитета (две должности)
Младшие судостроители в портах: Кронштадтском, Санкт-Петербургском, Николаевском и Севастопольском (всего 8 должностей)
Помощник судостроителя во Владивостокском порту
Портовые судостроители в Ревельском и Бакинском портах (по одной должности)
Старший инженер для проверки сметы в Санкт-Петербургском порту
Корабельные инженеры для проверки сметы в Санкт-Петербургском и Николаевском портах (по одной должности)
Корабельные инженеры для дачи нарядов в Кронштадтском, Санкт-Петербургском и Николаевском портах (три должности)
Главные смотрители лесных хранилищ в Кронштадтском, Санкт-Петербургском и Николаевском портах (три должности)
Звание относилось к 7-му классу Табели о рангах, вышестоящим для него было звание старшего судостроителя, нижестоящим — звание старшего помощника судостроителя.
Звание предназначалось для наблюдающих за постройкой, строителей кораблей и производителей судовых работ, присваивалось приказами генерал-адмирала или главного управляющего морским ведомством. Также младшие судостроители могли назначаться в качестве флагманских корабельных инженеров при командующих флотами.
Для данного звания было установлено титулование «ваше высокоблагородие», по нему могло жаловаться личное дворянство.
Для производства в данное звание помимо выслуги восьми лет в предыдущем звании корабельный инженер должен был за этот период самостоятельно руководить постройкой кораблей общим водоизмещением не менее 4000 тонн, а также выдержать экзамен на самостоятельное проектирование корабля.
За руководство строительством крупных кораблей младшие судостроители получали дополнительно ко всем денежным выплатам ещё по 450 рублей за каждые 3000 тонн водоизмещения, но не более 1350 рублей за год, причём в случае выхода в отставку или смерти корабельного инженера эта доплата сохранялась в виде пенсии ему или его наследникам.
Младшие судостроители могли служить на действительной службе до достижения предельного возраста —пятидесяти пяти лет.
В 1908 году особые звания Корпуса были упразднены, а корабельные инженеры опять были приравнены к прочим офицерам флота, служившим «по Адмиралтейству», соответственно младшие судостроители были переаттестованы в подполковники корпуса корабельных инженеров.